# Stazione di Herne
La stazione di Herne è una stazione ferroviaria posta sulla linea Duisburg-Dortmund. Serve la città di Herne.